# Heiner Lauterbach
Heiner Lauterbach (ur. 10 kwietnia 1953 w Kolonii) – niemiecki aktor, muzyk, kompozytor i producent.

## Życiorys
Urodził się w Kolonii jako syn bogatego przedsiębiorcy sanitarnego, Hansa Lauterbacha (1928-2014). Po ukończeniu szkoły średniej, w 1970 roku uczęszczał do Schauspielschule der Keller i wziął lekcje z Marianne Jentgens, aktorki i założycielki Theater der Keller w Kolonii. Występował na scenie w Kolonii, Würzburgu i Monachium, udał się na tournée z Münchner Schauspielbühne.
W połowie lat 70. zaczął karierę filmową w trzech filmach erotycznych z serii Schulmädchen-Report. Grywał także w produkcjach międzynarodowych, w tym w miniserialu RAI Die Kartause von Parma (1980) z Marthe Keller jako Conte Pietranera czy filmie religijnym Liliany Cavani Franciszek (Francesco, 1989) z Mickeyem Rourke i Heleną Bonham Carter, a także w filmach w niemieckiej wersji językowej użyczył głosu takim aktorom jak Kevin Costner, Richard Gere, Harvey Keitel, John Malkovich, Christopher Walken i Gérard Depardieu.
W latach 1985–2001 był żonaty z Katją Flint, z którą ma syna Oscara (ur. 1988). 8 września 2001 roku poślubił Viktorię Skaf. Mają córkę Mayę (ur. 3 lipca 2002) i syna Vito (ur. 5 lutego 2007).

## Nagrody
- 1986: Deutscher Filmpreis
- 1996: Bayerischer Filmpreis
- 1997: Bambi
- 1998: Bayerischer Fernsehpreis
- 1998: Nagroda Niemieckiej Akademii Sztuk Performatywnych na Festiwalu Filmów Telewizyjnych Baden-Baden
- 2004: Złote Pióro w kategorii aktor
- 2011: Nagroda Honorowa Ministra Hesji za szczególne osiągnięcia w dziedzinie filmu i telewizji
- 2014: Pianista roku uznany przez federację fortepianową we Frankfurcie

## Filmografia

### Filmy fabularne
- 1975: Schulmädchen-Report. 9. Teil: Reifeprüfung vor dem Abitur jako Paul Bellmann
- 1976: Schulmädchen-Report. 10. Teil: Irgendwann fängt jede an jako Rolf
- 1977: Schulmädchen-Report. 11. Teil: Probieren geht über Studieren jako Achim
- 1985: Mężczyźni (Männer) jako Julius Armbrust
- 1986: Raj (Paradies) jako Viktor
- 1988: Ja i on (Ich und er) - głos
- 1989: Franciszek (Francesco) jako mężczyzna w Zakładzie Karnym w Perugii
- 1989: Zgubne hobby (Liebe, Tod und Eisenbahn) jako Raimund[6]
- 1999: South Park: Der Film – größer, länger, ungeschnitten - głos
- 2000: Marlena jako Erich Pommer
- 2001: Eksperyment (Das Experiment) jako Dennis (głos)
- 2008: Gustloff: Rejs ku śmierci jako Harald Kehding
- 2009: Wulkan jako Gerhardt Maug
- 2013: Stalingrad jako  Hans
- 2014: Bajka o tym, co wyruszył, by nauczyć się bać jako Król
- 2019: Sprawa Colliniego (Der Fall Collini) jako Richard Mattinger

### Seriale TV
- 1978: Derrick – odc. Ein Hinterhalt jako haker
- 1979: Derrick – odc. Anschlag auf Bruno jako pan Schraudolf
- 1986: Tatort: Der Tausch jako urzędnik BKA
- 1990: Derrick – odc. Der Einzelgänger jako Ingo
- 1991: Tatort: Wer zweimal stirbt jako Georg/Hugo Zenker
- 1993: Derrick – odc. Geschlossene Wände jako Rob Simon
- 1993: Tatort: Flucht nach Miami jako Kampen
- 1994–97: Faust jako szef komisarz Oskar Faust
- 1997: Tatort: Mord hinterm Deich jako Hanno Dehart, nauczyciel wf
- 2004: Kommissarin Lucas jako Ernst Schenker
- 2021: Blackout jako Jürgen Hartlandt[7]
- 2022: Höllgrund[8]
- 2022: Herzogpark jako Nikolaus van der Bruck[9]
- 2023: W niemieckim domu (Deutsches Haus) jako Wilhelm Boger[10]

## Autobiografie
- Nichts ausgelassen. Autobiographie. Droemer, Monachium 2006, ISBN 3-426-27383-7
- Man lebt nur zweimal. Bastei Lübbe, Kolonia 2013, ISBN 978-3-7857-2471-2